# Zeche Aufgottgewagt
Die Zeche Aufgottgewagt war ein Bergwerk in Bommern-Hardenstein. Es befand sich an einem Berghang östlich der Burgruine Hardenstein und baute vom Ruhrtal mittels Stollenbau in der Hardensteiner Mulde ab.

## Geschichte

### Die Anfänge
Bereits im Jahr 1750 waren mehrere übereinander liegende Stollen in Betrieb. Der Abbau wurde in einem stark gestörten Flöz in zwei Flügeln (Nordflügel und Südflügel) vorgenommen und war danach mehrere Jahre außer Betrieb. Am 21. August 1774 erfolgte die Verleihung von zwei Längenfeldern und anschließend die Wiederinbetriebnahme. Verliehen wurden die Abbaurechte an die Gewerkschaft Aufgottgewagt. Die Gewerkschaft baute nun über einen Stollen im Flöz Mausegatt. Da das Feld in diesem Bereich, bedingt durch den Sattel, stark gestört war, ruhte die Abbautätigkeit oftmals für mehrere Jahre. Als die Zeche Frielinghaus Anfang des 19. Jahrhunderts den östlichen Tagetrieb anlegen wollte, verwiesen die Gewerken von Aufgottgewagt auf ihre alten Rechte. Dies führte zu einem lange andauernden Rechtsstreit. Ab dem 1. April 1826 wurde ein alter Stollen aufgewältigt. Am 12. September des Jahres 1827 kam es zu einem Einigungsgespräch, an dem die Gewerken der beiden Bergwerke teilnahmen. Aufgrund des Gespräches konnte der Betrieb zwar stattfinden, jedoch war der Streit noch nicht beigelegt.

### Die weiteren Jahre
Ab 1828 wurde im Bergwerk geringer Abbau betrieben, die Förderung erfolgte durch einen Stollen nördlich von der Burgruine Hardenstein an der Ruhrtalbahn zur Ruhr. In den folgenden Jahren war das Bergwerk bis 1831 in Betrieb. Am 25. März 1832 erfolgte im Bereich des Südflügels eine Vereinigung (keine Konsolidation) zu Sankt Johannes Erbstollen & Frielinghaus Tiefbau. Am 25. April desselben Jahres wurde, zwecks Anlegung eines Tiefbaus, der Nordflügel teilweise vereint zu Vereinigte Eleonore & Nachtigall. Auch hier erfolgte wiederum keine Konsolidation, sondern beide Bergwerke blieben weiterhin eigenständig. Jedoch förderten sie ihre Kohlen über einen gemeinsamen Schacht. Über der Sankt Johannes Erbstollensohle erfolgte weiterhin Eigenabbau. Im Jahr 1836 erfolgte dann der Abbau im gemeinsamen Tiefbau der Vereinigten Eleonore & Nachtigall. Zwei Jahre später dann Abbau in einem streitigen Feld. Am 9. Januar 1839 erfolgte die Konsolidation des Nordflügels zu Vereinigte Nachtigall & Aufgottgewagt. Der Oberbau des Aufgottgewagt Stollens wurde stillgelegt und es erfolgte nur noch der Tiefbau am Schacht Neptun. Im Jahr 1840 konnte der Streit mit den Gewerken von Frielinghaus beigelegt werden. Noch im selben Jahr erfolgte die Konsolidation eines Feldesteils zu Vereinigte Friede. Im Jahr 1853 wurde die Konsolidation mit vier benachbarten Bergwerken geplant, Grund für diese Maßnahme war der gemeinsame Übergang zum Tiefbau. 1857 entstand der Nachfolgebetrieb Zeche Aufgottgewagt Louischen, der Ende des 19. Jahrhunderts stillgelegt wurde.

## Belegschaft und Förderung
Im Jahr 1828 waren acht Bergleute auf dem Bergwerk angelegt. Die ersten Förderzahlen werden für das Jahr 1830 genannt, in dem 1331 Tonnen Steinkohle gefördert wurden. Zwei Jahre später wurden bereits 57.710 Scheffel, das entspricht 3174 Tonnen, gefördert. Im Jahr 1835 stieg die Förderung auf 87.070 Scheffel (4789 t) an. Mit Abbaubeginn im gemeinsamen Tiefbau wurden im Jahr 1836 insgesamt 24.146 preußische Tonnen (6.157 t) gefördert. Davon entfielen auf den Stollenbetrieb 18.077 preußische Tonnen und auf den Tiefbau 6.069 preußische Tonnen. 1838 wurden mit 33 Bergleuten 17.732 preußische Tonnen (4.038 t) gefördert. Im Jahr 1840 stieg die Förderung auf 31.428 preußische Tonnen (8.015 t). Die maximale Förderung des Bergwerks wurde im Jahr 1843 mit insgesamt 159.524 Scheffel (10.369 t) erbracht. 1845 sank die Förderung auf 116.408 Scheffel (7.567 t). Diese Förderung wurde mit 32 Bergleuten erbracht, wobei die Belegschaftszahlen in diesem Jahr zeitweise bis auf 25 Bergleute sank. Die letzten Förderzahlen des Bergwerks sind für das Jahr 1849 bekannt, es wurden 7.938 Scheffel (516 t) gefördert. Für den Nachfolgebetrieb sind keine Förderzahlen bekannt.